# Ptericoptomimus truncatus
Ptericoptomimus truncatus är en skalbaggsart som beskrevs av Julius Melzer 1935. Ptericoptomimus truncatus ingår i släktet Ptericoptomimus och familjen långhorningar. Inga underarter finns listade i Catalogue of Life.